# Baloncesto en los Juegos Panafricanos
El Baloncesto en los Juegos Panafricanos se juega desde la primera edición de los juegos en 1965 en la República del Congo cada cuatro años de manera ininterrumpida tanto en masculino como en femenino.

## Medallero
| #     | País                             | Oro | Plata | Bronce | Total |
| ----- | -------------------------------- | --- | ----- | ------ | ----- |
| 1     | Senegal                          | 8   | 4     | 3      | 15    |
| 2     | Angola                           | 4   | 3     | 3      | 10    |
| 3     | Egipto                           | 4   | 2     | 4      | 10    |
| 4     | Nigeria                          | 2   | 2     | 8      | 11    |
| 5     | República Democrática del Congo1 | 1   | 2     | 1      | 4     |
| 6     | Mozambique                       | 1   | 2     | 0      | 3     |
| 7     | Túnez                            | 1   | 0     | 1      | 2     |
| 8     | Mali                             | 1   | 1     | 1      | 3     |
| 9     | Camerún                          | 0   | 2     | 0      | 2     |
| 9     | Madagascar                       | 0   | 2     | 0      | 2     |
| 10    | Costa de Marfil                  | 0   | 1     | 1      | 2     |
| 11    | República Centroafricana         | 0   | 1     | 0      | 1     |
| Total | Total                            | 22  | 22    | 22     | 66    |

1- Incluye Zaire.